# Amon Amarth
Amon Amarth je švedski melodični death metal sastav iz Tumbe.

## Povijest
Osnovan je kao grindcore sastav 1988. godine pod imenom Scum, a prvu postavu činili su pjevač Paul "Themgoroth" Mäkitalo, gitaristi Olavi Mikkonen i Vesa Meriläinen, te bubnjar Nico Kaukinen. Nakon što im se pridružuje Johan Hegg, počinju pisati pjesme s vikinškom tematikom, te 1991. godine mjenjaju ime u Amon Amarth, prema planini iz Tolkienove trilogije Gospodar prstenova. Nakon što potpisuju za izdavačku kuću Metal Blade, godine 1998. objavljuju svoj prvi studijski album Once Sent from the Golden Hall, kojim su stekli međunarodnu popularnost. Do sada su snimili ukupno jedanaest studijskih albuma, a najnoviji, Berserker, bit će objavljen u svibnju 2019. godine.

## Članovi sastava
Sadašnja postava
- Johan Hegg − vokali (1992.–danas)
- Johan Söderberg − gitara (1998.–danas)
- Olavi Mikkonen − gitara (1988.–danas)
- Ted Lundström − bas-gitara (1988.–danas)
- Fredrik Andersson − bubnjevi (1998.-danas)

Bivši članovi
- Paul "Themgoroth" Mäkitalo − vokali (1988. – 1991.)
- Anders Hansson − gitara (1989. – 1998.)
- Nico Kaukinen − bubnjevi (1989. – 1996.)
- Martin Lopez − bubnjevi (1996. – 1998.)

## Diskografija
Studijski albumi
- Once Sent from the Golden Hall (1998.)
- The Avenger (1999.)
- The Crusher (2001.)
- Versus the World (2002.)
- Fate of Norns (2004.)
- With Oden on Our Side (2006.)
- Twilight of the Thunder God (2008.)
- Surtur Rising (2011.)
- Deceiver of the Gods  (2013.)
- Jomsviking (2016.)
- Berserker (2019.)

## Vanjske poveznice
- Službena stranica